# Cor Fuhler
Cor Fuhler (Emmen, 3 juli 1964 – Turramurra (bij Sydney) 19 juli 2020) was een Nederlands componist en multi-instrumentalist. Hij richtte zich op experimentele, elektronische en elektroakoestische muziek en maakte veel gebruik van improvisatie.

## Loopbaan
Fuhler studeerde in 1989 af aan het Sweelinck Conservatorium in Amsterdam. Zijn belangrijkste instrument was de piano. Hij had onder andere les van Misha Mengelberg.
In zijn muziek zocht hij de grenzen op van de piano en geprepareerde piano als geluidsbron, door gebruik te maken van e-bows, magneten, draaiende schijven en andere objecten. Daarnaast manipuleerde hij geluiden van draaitafels en elektronische apparatuur en filterde deze met behulp van een synthesizer.
Hij was de uitvinder van de keyolin, een combinatie van keyboards en viool.
In 2010 verhuisde Fuhler met zijn Australische vrouw en hun kinderen naar Australië. Hij behaalde in 2016 een PhD aan de Universiteit van Sydney. Hij overleed in 2020 op 56-jarige leeftijd.

## Discografie

### Albums
- The Flirts (Erstwhile Records, 2001)
- Moov Spot (Musica Genera, 2004)
- Lighton (Musica Genera, 2007)
- Split LP Series #3 (Narrominded, 2008)

### Compilaties
- See The Sound, Hear The Space (Improvisation November Music, 2002)
- Kraakgeluiden (Unsounds, 2003)

## Projecten
- Fuhler - Bennink - de Joode (1995, met Han Bennink en Wilbert de Joode)
- M.I.M.E.O. (1997)
- Instant Composers Pool (1997)
- The Flirts (2000, met Gert-Jan Prins)
- Corkestra (2004, met  Ab Baars, Anne La Berge, Andy Moor, Tony Buck, Michael Vatcher, Tobias Delius, Nora Mulder, Wilbert de Joode)
- Crax (2008, met Axel Dörner en Clare Cooper)
- Pluk de Dag (2009, met Nora Mulder, Oscar Jan Hoogland en Wilbert de Joode)

## Belangrijkste samenwerkingen
- The Ex
- Gert-Jan Prins
- Jim O'Rourke
- John Zorn
- Jaap Blonk
- Getatchew Mekurya
- Mats Gustafsson

- Bibliothèque nationale de France: cb141793052 (data)
- Gemeinsame Normdatei: 135336554
- International Standard Name Identifier: 0000 0001 1448 9490
- Library of Congress Control Number: no2004014317
- MusicBrainz: 2f23370f-4ef0-48f7-8236-64de9558558f
- Nederlandse Thesaurus van Auteursnamen: 391146270
- Virtual International Authority File: 78483572
- WorldCat: E39PBJccbVdjdrbfxxF7whMMfq